# Évangélisation
Ne doit pas être confondu avec évangélisme.
L'évangélisation est le fait d'annoncer l'Évangile, c'est-à-dire la « Bonne Nouvelle » de Jésus-Christ, et donc de faire connaître la foi chrétienne en la résurrection, celle du Fils de Dieu puis des hommes.

## Étymologie
Le mot « évangélisation » vient de « évangile », lui-même issu du grec ancien εὐαγγέλιον / euangélion, « bonne nouvelle ».

## Généralités
L'évangélisation, l'annonce de l'Évangile, vient de la Grande Mission donnée aux disciples par Jésus après sa Résurrection, dans l’évangile selon Matthieu.
Les premiers récits d'évangélisation ont lieu dans la Bible, avec les récits des Actes des Apôtres ou les pèlerins d'Emmaüs annoncent aux disciples réunis au Cénacle la « Bonne Nouvelle » de la Résurrection du Christ qui s'est révélé à eux.
Le but des missions est de partager le message de l'Évangile et faciliter les conversions potentielles de ceux qui se montrent intéressés.
Le terme est parfois associé, à tort selon les chrétiens, à du prosélytisme,,.

## Les apôtres
On n'emploie pas encore le mot d'« évangélisation » dans les Actes des Apôtres ; il n'est pas question non plus de « conversion au christianisme », à une époque où le christianisme n'existait pas comme religion séparée du judaïsme. La conversion au sens propre (le changement de religion) n'était alors envisagée que pour les païens, non pour les Juifs (dont les apôtres faisaient partie).
Les expressions utilisées sont les suivantes :
- Pierre et Jean s'emploient à « instruire le peuple et annoncer, dans le cas de Jésus, la résurrection des morts », Actes, 4,1 ; « ils instruisent le peuple », Actes 5,25.
- « Une grande puissance marquait le témoignage rendu par les apôtres à la résurrection du Seigneur Jésus », Ac 4,32.
- Pierre « rendait témoignage », Ac 2,40.
- Les autorités religieuses interdisent aux apôtres d'« enseigner le nom de Jésus », Ac 4,18 et 5,28.
- « Ils enseignaient », Ac 5,21.
- « Ils ne cessaient d'enseigner et d'annoncer la Bonne Nouvelle de Jésus Messie », Ac 5,42.
- Ils « allèrent de lieu en lieu, annonçant la Bonne Nouvelle de la Parole », Ac 8,4.
- Philippe « proclamait le Christ », Ac 8,5.
- Pierre et Jean, après avoir « annoncé la parole du Seigneur… », Ac 8,25. etc.

## L'action évangélisatrice

### L'action de l'Esprit Saint
L'évangélisation se fait par l'action de l'Esprit Saint envoyé par le Christ aux apôtres à la Pentecôte :
« Le Christ envoyé par le Père a donné à son Église l’Esprit Saint pour la fécondité de l’évangélisation. Sans le Christ uni à son Église, impossible de saisir cette vision trinitaire du mystère de l’évangélisation. Ce point de vue est nettement biblique ».

### Formes de diffusion
L'évangélisation peut prendre différentes formes, comme la prédication, la distribution de Bibles ou de tracts, journaux et magazines, par les médias, le témoignage, l'évangélisation de rue,,.

## Église catholique
Chez les catholiques, l'éducation aux sacrements fait partie de l'évangélisation, la messe étant, selon le concile Vatican II, source et sommet de la vie chrétienne.

### Les missions
En 1622, le pape Grégoire XV centralise la gestion des missions en créant la Congrégation pour l'évangélisation des peuples (Sacra Congregatio de Propaganda Fide) par la bulle Inscrutabili divinae providentiae.
On peut parler de quatre grandes périodes de mission :
1. L'expansion du christianisme du Ve au XVe siècle.
2. Missions catholiques aux XVIe et XVIIe siècles.
3. Missions catholiques de 1622 à la fin du XVIIIe siècle ou missions pontificales (1re partie).
4. Missions catholiques aux XIXe et XXe siècles.

### Evangelii Nuntiandi
Le pape Paul VI publie l'exhortation apostolique Evangelii Nuntiandi le 8 décembre 1975 à la suite des travaux du synode des évêques qui a été consacré à ce thème les mois précédents. Par son objectif, le texte se situe dans la continuité du concile Vatican II : « rendre l’Église du XXe siècle encore plus apte à annoncer l’Évangile à l’humanité du XXe siècle ».
Le texte affirme le rôle de tout chrétien dans la diffusion de l'annonce de l'Évangile. À ce titre, les laïcs ont un rôle à jouer, complémentaire de celui des prêtres consacrés. Pour Paul VI, « le champ propre de leur activité évangélisatrice, c’est le monde vaste et compliqué de la politique, du social, de l’économie, mais également de la culture, des sciences et des arts, de la vie internationale, des mass media ainsi que certaines autres réalités ouvertes à l’évangélisation comme sont l’amour, la famille, l’éducation des enfants et des adolescents, le travail professionnel, la souffrance ».
Evangelii Nuntiandi souligne l'importance primordiale du témoignage de vie, mais couplée à une annonce explicite : « Il n’y a pas d’évangélisation vraie si le nom, l’enseignement, la vie, les promesses, le Règne, le mystère de Jésus Fils de Dieu ne sont pas annoncés ».
Ce texte marque les bases de ce qui deviendra la « nouvelle évangélisation ».

### La «nouvelle évangélisation» catholique

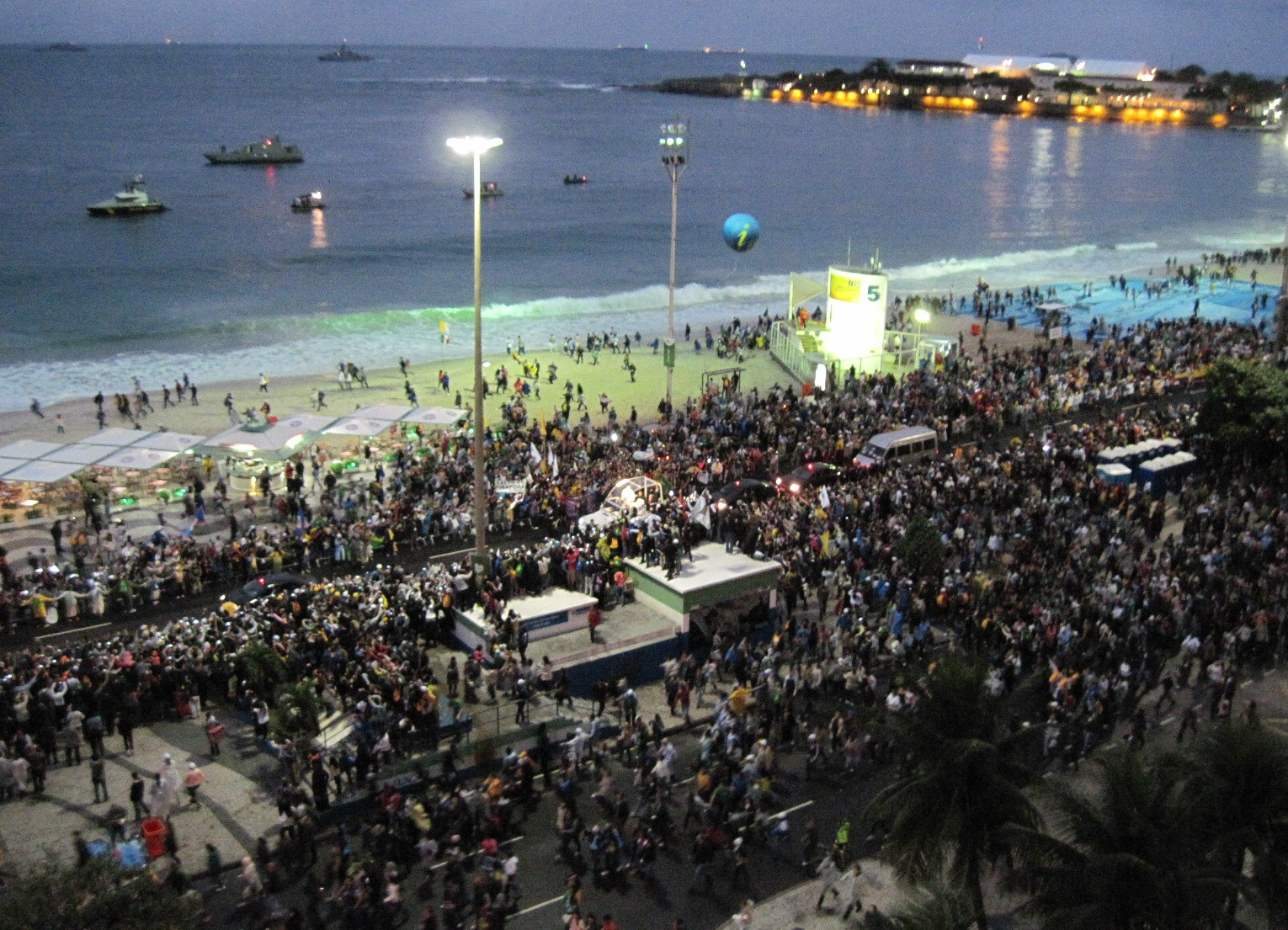
Journées mondiales de la jeunesse, un évènement d’évangélisation, à Copacabana (Rio de Janeiro), Brésil, en 2013.

C'est en Amérique latine que la nouvelle évangélisation s'est d'abord diffusée et non pas en réponse à une menace de sécularisation, contrairement à la nouvelle évangélisation diffusée dans les pays européens, mais en signe de fidélité au message chrétien.
Énumérant les « méthodes » de cette nouvelle évangélisation, le journal La Croix cite
- la primauté du spirituel, de la rencontre avec le Christ à travers groupes de louanges ou écoles de prière, mais aussi par le renouveau de pratiques qui ont été délaissées quelque temps : processions, pèlerinages, adoration eucharistique… ;
- parallèlement, le recours à des temps forts chaleureux et festifs ;
- une annonce publique de l'évangile, recentrée sur son noyau fondamental, le kérygme ;
- l'utilisation d'outils de communication et de formation ;
- la promotion de figures de sainteté contemporaines ;
- l'attention simultanée aux questions sociales (défense des personnes en difficulté) et éthiques (défense de la vie)[13].

Pour ce qui est de la première annonce, l'évangélisation dans un sens plus restreint, les moyens sont aussi très variés, limités uniquement par l'imagination : dans la rue, en porte à porte, à la plage, en autostop, en discothèque, par internet, etc.
Du 7 au 28 octobre 2012 s'est tenu au Vatican le Synode des Évêques sur la nouvelle évangélisation pour la transmission de la foi chrétienne.

Du 16 au 18 septembre 2021, s'est tenue au Vatican une rencontre organisée par le Conseil Pontifical pour la Promotion de la Nouvelle Evangélisation, destinée aux responsables de la catéchèse dans les conférences épiscopales européennes, sur le thème "Catéchèse et catéchistes pour la Nouvelle Evangélisation". Cette rencontre faisait suite à la parution, le 23 mars 2020, du nouveau Directoire pour la catéchèse et à la publication, le 11 mai 2021, du Motu Proprio Antiquum Ministerium du pape François instituant le ministère de catéchiste.

## Églises protestantes
La London Missionary Society a été fondée en 1795.
En 1831, l'Agence missionnaire presbytérienne a été fondée par l'Église presbytérienne aux États-Unis d'Amérique.

## Évangélisme

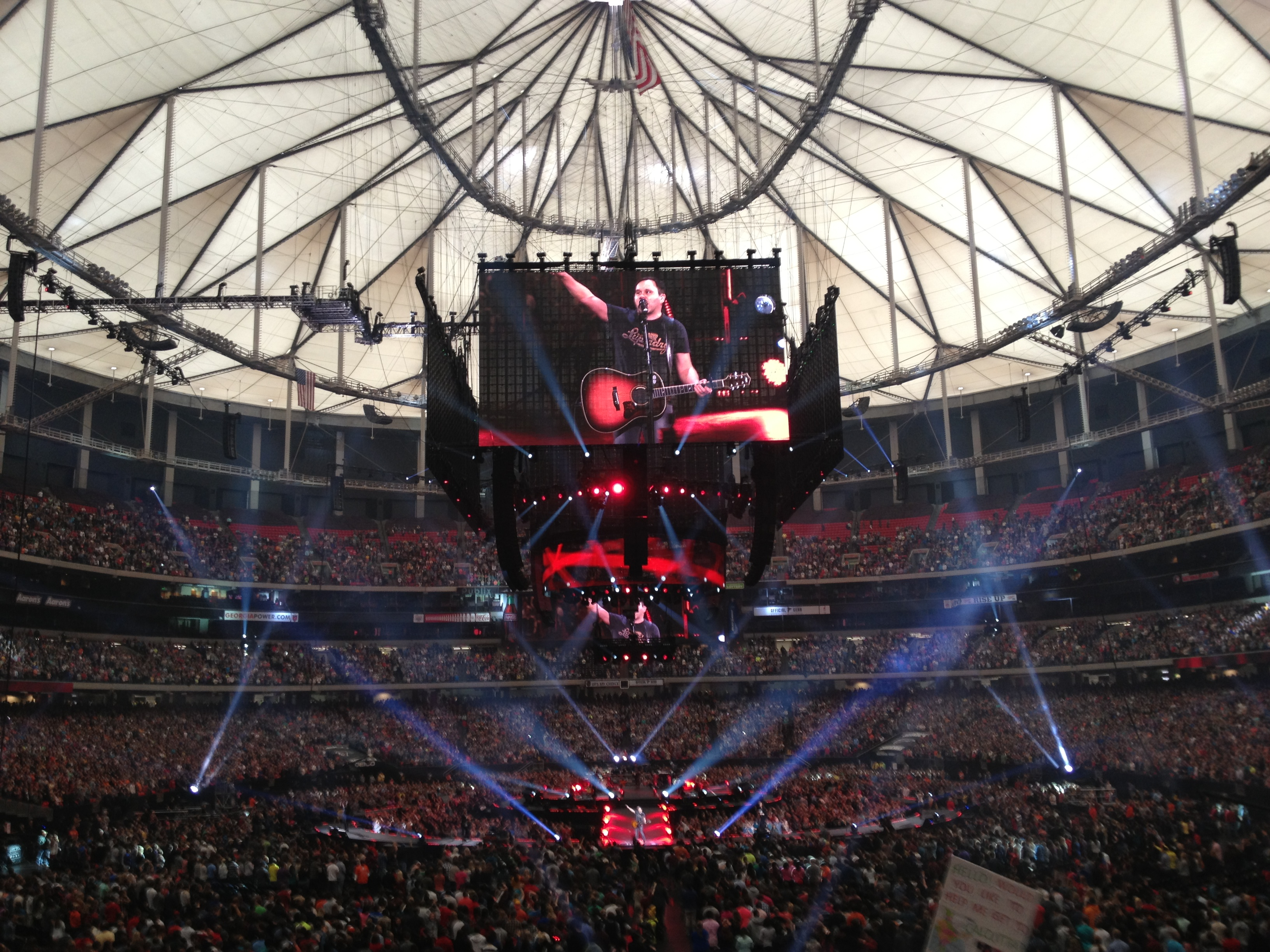
Passion Conferences, un festival de musique et d’évangélisation au Georgia Dome à Atlanta (Géorgie), États-Unis, en 2013.

L'évangélisation occupe une place importante dans le christianisme évangélique. Elle prend forme dans la distribution de prospectus et de Bibles, la formation de disciples, l’appui aux églises et l'aide humanitaire chrétienne. Diverses organisations missionnaires évangéliques se sont spécialisées dans l’évangélisation au cours de l’histoire. En 1792, la Mission mondiale de BMS est fondée à Kettering (Angleterre) par William Carey,. En 1814, les Ministères internationaux sont fondés par les Églises baptistes américaines USA aux États-Unis. Dès 1838, l'Église d'Écosse œuvre pour l'évangélisation des Juifs de Palestine. En 1865, OMF International est fondée par Hudson Taylor en Angleterre. En 1893, à Lagos au Nigeria, SIM est fondée par Walter Gowans, Rowland Bingham et Thomas Kent. Samuel E. Hill, John H. Nicholson et William J. Knights fondent Gideons International, une organisation qui distribue gratuitement des Bibles dans les hôtels et motels, les hôpitaux, les bases militaires, les prisons et pénitenciers, les écoles et les universités, à Janesville au Wisconsin, États-Unis, en 1899.
En 1922, l'évangéliste canadienne  évangélique Aimee Semple McPherson, fondatrice de l’Église Foursquare, est la première femme à utiliser la radio pour atteindre un public plus large aux États-Unis. En 1951, le producteur Dick Ross et l’évangéliste baptiste Billy Graham ont fondé la société de production cinématographique World Wide Pictures, qui réalisera des vidéos sur ses prédications et des films chrétiens.
Jeunesse en Mission est fondée en 1960 aux États-Unis par Loren Cunningham et Darlene, sa femme,,. La chaîne Christian Broadcasting Network a été fondée en 1961 à Virginia Beach, aux États-Unis, par le pasteur baptiste Pat Robertson .
En 1974, Billy Graham et le Comité de Lausanne pour l'évangélisation du monde ont mis en place le Premier congrès international sur l'évangélisation mondiale à Lausanne. En 1974, Reinhard Bonnke a fondé l'association missionnaire « Christ pour toutes les nations (CfaN) » (Christ for all Nations) dont le siège se trouve à Francfort, en Allemagne . Des centaines d'églises évangéliques de confessions différentes ont fondé l'organisation Billion Soul Harvest (en) en 2002, afin d'atteindre 1 milliard de personnes avec le message de l'Évangile.
En juillet 1999, le TopChrétien, un portail web chrétien évangélique et un réseau social, est lancé par Éric Célérier, pasteur chrétien des Assemblées de Dieu de France et Estelle Martin, une Suissesse. En janvier 2007, GodTube, un site de partage de vidéos liées au christianisme, surtout évangélique, est fondé par Christopher Wyatt de Plano (Texas) aux États-Unis, à l'époque étudiant au Dallas Theological Seminary.

### Encycliques
- Rerum Ecclesiae (1926)
- Redemptoris missio (1990)

### Décrets
- Ad Gentes (1965)